# Akut intermittent porfyri
Akut intermittent porfyri (AIP) är den vanligaste formen av porfyri i Sverige. Akut intermittent porfyri är en ärftlig sjukdom som innebär att vissa enzymer saknas vid skapandet av det röda blodfärgämnet som heter hem.
Symptomen kan vara buksmärtor, psykiska, nervsystempåverkan och på längre sikt så kan man få problem med njurar och lever. Behandlingen går ut på att behandla symptomen och förebygga dessa. Det går att minska risken för komplikationer på längre sikt med hjälp av regelbundna hälsoundersökningar.
AIP finns hos cirka 10 per 100 000 personer och det innebär att Sverige har ungefär 1 000 patienter med AIP.
Diagnosen akut intermittent porfyri (AIP) har den internationella diagnoskoden E80.2A i ICD-10.